# Thulay
Thulay ist eine französische Gemeinde mit 206 Einwohnern (Stand: 1. Januar 2022) im Département Doubs in der Region Bourgogne-Franche-Comté.

## Geographie
Thulay liegt auf 505 m, etwa elf Kilometer südsüdöstlich der Stadt Montbéliard (Luftlinie). Das Dorf erstreckt sich im nördlichen Jura, auf einem Ausläufer der Tafeljurahochfläche von Blamont, westlich des Taleinschnitts des Gland.
Die Fläche des 2,23 km² großen Gemeindegebiets umfasst einen Abschnitt des nördlichen französischen Juras. Der Hauptteil des Gebietes wird von einem breiten Rücken eingenommen, der gegen Südwesten allmählich zum Hochplateau von Blamont ansteigt. Mit 541 m wird am Waldrand oberhalb des Dorfes die höchste Erhebung von Thulay erreicht. Flankiert wird diese Höhe im Westen von einer Talmulde, die sich bis hinunter nach Seloncourt erstreckt, jedoch kein oberirdisches Fließgewässer zeigt, und im Osten vom Taleinschnitt des Gland und seinen kurzen Seitentälchen. Nach Norden erstreckt sich das Gemeindeareal über den hier überwiegend bewaldeten Höhenrücken bis zum Mouterot.

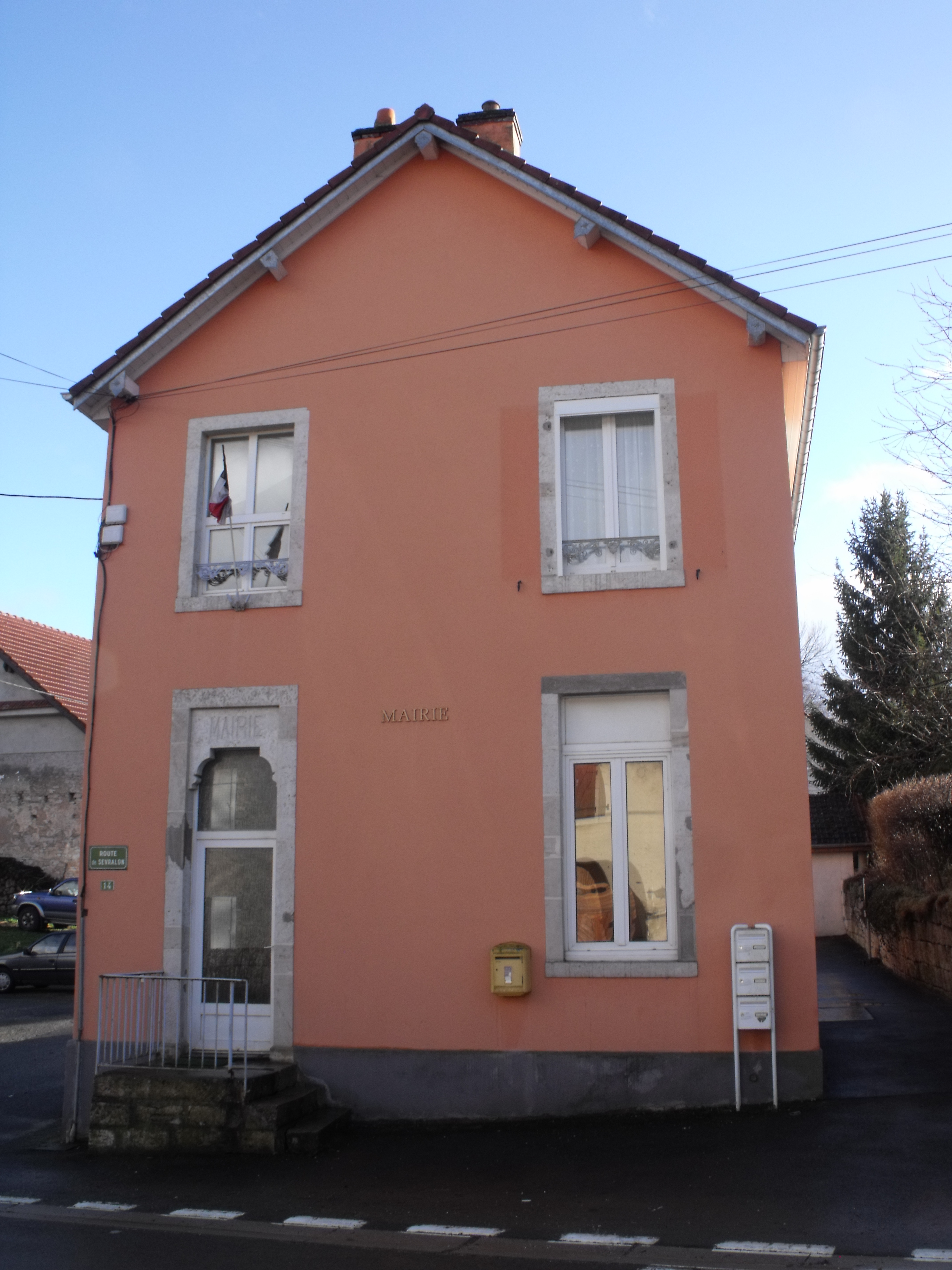
Mairie Thulay

Nachbargemeinden von Thulay sind Seloncourt im Norden, Hérimoncourt im Osten, Roches-lès-Blamont im Süden sowie Bondeval im Westen.

## Geschichte
Erstmals urkundlich erwähnt wird Thulay im Jahr 1170. Es bildete einen Außenhof des Klosters Belchamp. Seit dem Mittelalter gehörte Thulay zur Herrschaft Blamont. Nachdem das Dorf 1506 unter die Oberhoheit der Grafen von Montbéliard gekommen war, wurde die Reformation eingeführt. Als Teil der Herrschaft Blamont, die eine der vier Herrschaften des Fürstentums Montbéliard bildete und 1699 von Frankreich annektiert wurde, gelangte Thulay 1748 vertraglich endgültig an Frankreich. Heute gehört das Dorf zum Gemeindeverband der Pays de Montbéliard Agglomération.

## Bevölkerung
| Jahr                       | 1962 | 1968 | 1975 | 1982 | 1990 | 1999 | 2016 |
| Einwohner                  | 93   | 95   | 105  | 119  | 140  | 172  | 219  |
| Quellen: Cassini und INSEE |      |      |      |      |      |      |      |

Mit 206 Einwohnern (Stand 1. Januar 2022) gehört Thulay zu den kleinen Gemeinden des Départements Doubs. Nachdem die Einwohnerzahl in der ersten Hälfte des 20. Jahrhunderts abgenommen hatte (1911 wurden noch 133 Personen gezählt), wurde seit Beginn der 1970er Jahre wieder ein deutliches Bevölkerungswachstum verzeichnet. Seither hat sich die Einwohnerzahl verdoppelt.

## Wirtschaft und Infrastruktur
Thulay war bis weit ins 20. Jahrhundert hinein ein vorwiegend durch die Landwirtschaft (Ackerbau, Obstbau und Viehzucht) und die Forstwirtschaft geprägtes Dorf. Daneben gibt es heute einige Betriebe des lokalen Kleingewerbes. Mittlerweile hat sich das Dorf dank seiner attraktiven Lage zu einer Wohngemeinde gewandelt. Viele Erwerbstätige sind deshalb Wegpendler, die in der Agglomeration Montbéliard ihrer Arbeit nachgehen.
Die Ortschaft liegt abseits der größeren Durchgangsstraßen an einer Departementsstraße, die von Hérimoncourt nach Pont-de-Roide-Vermondans führt. Der nächste Anschluss an die Autobahn A36 befindet sich in einer Entfernung von ungefähr 13 Kilometern.